# Birger Linderoth
Nils Rudolf Birger Linderoth, född 7 september 1891 i Skurups församling, Malmöhus län, död 2 februari 1971 i Malmö Sankt Petri församling, var en svensk arkitekt.
Linderoth utexaminerades från Malmö tekniska yrkesskola 1914, var biträde hos olika arkitekter 1912–1914, anställdes på arkitektfirma Yngve Herrström i Malmö 1914 och var innehavare av denna 1930–1965. Han ritade bland annat Malmgården, Filadelfiakyrkan i Malmö, ett flertal större bostadshus i Malmö och andra orter, Odd Fellowhus på Fridhem, Davidshallstorg samt skolor i Simrishamn och Veberöd.
Birger Linderoth är begravd på Sankt Pauli norra kyrkogård i Malmö.